# Svenska mästerskapet i bandy 1916
Svenska mästerskapet i bandy 1916 avgjordes genom att IFK Uppsala vann mot Djurgårdens IF med 3-2 i finalmatchen på Stockholms stadion den 20 februari 1916.

## Matcher

### Kvartsfinaler
- IFK Uppsala-IFK Stockholm 9-0
- IK Sirius-IFK Gefle 5-2
- Djurgårdens IF-Hammarby IF 4-1
- Johanneshofs IF-AIK 3-2

### Semifinaler
- IFK Uppsala-IK Sirius 4-0
- Djurgårdens IF-Johanneshofs IF 6-0

### Final
- 20 februari 1916 - IFK Uppsala-Djurgårdens IF 3-2 (Stockholms stadion)

## Svenska mästarna
Mall:IFK Uppsala Bandy 1916

### Fotnoter
1. ↑  Erik Jonsson. ”1907–1919”. Svenska Bandyförbundet. https://www.svenskbandy.se/BANDYFINALEN/HISTORIK/Svenskamastare/Herrar/1907-1919/. Läst 1 september 2011.